# Неа Севастия (Лъгадинско)
Вижте пояснителната страница за други значения на Неа Севастия.
Неа Севастия (на гръцки: Νέα Σεβάστεια) е бивше село, разположено на територията на дем Лъгадина, област Централна Македония, Гърция.

## География
Селото е разположено високо в центъра на Богданската планина (Сухо планина, на гръцки Вертискос), на 7 километра северно от село Сухо (Сохос).

## История
Селото е основано през 1922 година от гърци бежанци от областта Севас в Мала Азия. Изоставено е през 1970-те години поради трудните условия за живот. Заличено е в 1981 година. Днес са запазени единствено църквата „Свети Георги“ и сградата на училището, която е реставрирана.